# Eon
Az eon a legnagyobb időegység a földtörténeti időskálán a Föld történetének tagolásában. A teljes földtörténetet négy eonra osztják:
- Hadaikum
- Archaikum
- Proterozoikum
- Fanerozoikum

Az eon rétegtani megfelelője az eonotéma. Egy-egy eont érákra osztanak.
A hadaikum, archaikum és proterozoikum eonokat nevezik együttesen prekambriumi szupereonnak is, amely a szilárd vázú élőlények megjelenéséig tartott.
Az eon megnevezés a görög aion szóból származik, aminek jelentése „kor” vagy „életerő”.
Az eon szót alkalmazták időegységnek abban az értelemben is, hogy egymilliárd évet (azaz egy gigaannumot) jelentsen, de ez kikopott a használatból, mert ekkora időintervallumokat ritkán emlegetnek még a szaktudományok is, és inkább a geológiai értelemben vett, nem egységnyi hosszúságú időtartamokat jelölő jelentés vált elterjedtté.